# Enrique Figaredo Alvargonzález
Enrique Figaredo Alvargonzález, né le 21 septembre 1959 à Gijón (Espagne) est un prêtre jésuite espagnol, missionnaire au Cambodge, actuel préfet apostolique de la préfecture apostolique de Battambang.

## Biographie
Fils d'Alberto Figaredo Sela (appartenant à deux familles d'entrepreneurs dans l'industrie minière, sidérurgique et bancaire des Asturies) et d'Ana María Alvargonzález González (descendante d'une famille célèbre de Gijón), qui auront huit enfants : Alberto, Javier, Ignacio, Nicanor, Víctor, Carlos, Enrique et Ana. Il est, par ailleurs, un cousin germain de Rodrigo Rato.
Il étudie au collège jésuite de Gijón, le Colegio de la Inmaculada. Il entre au noviciat de la Compagnie de Jésus le 15 octobre 1979. Il est diplômé en économie, en théologie et en philosophie.
Au cours de ses études universitaires, en 1985, il s'est porté volontaire pour le Service Jésuite des Réfugiés, étant affecté dans les camps de réfugiés cambodgiens en Thaïlande. Il ne retourne en Espagne que pour terminer ses études et être ordonné prêtre jésuite en 1992, retournant immédiatement dans le pays asiatique où il réside encore aujourd'hui. Le 1er avril 2000, il est nommé Préfet apostolique de Battambang.
Le 14 septembre 2005, il rencontre le pape Benoît XVI lors d'une conférence sur l'encyclique Dei Verbum et lui remet au une sculpture en bois représentant le lavement des pieds, œuvre d'une personne handicapée du Cambodge.
D'abord en Thaïlande, puis au Cambodge, Enrique Figaredo a consacré sa vie à aider les personnes handicapées de cette partie du monde, en premier lieu celles mutilées par les mines terrestres. Il collabore également avec la Campagne internationale pour l'interdiction des mines antipersonnelles, qui a reçu le prix Nobel de la paix. Kike Figaredo a organisé une multitude d’initiatives pour récolter des fonds et aider ces victimes.
À Phnom Penh, il fonde en 1991 « La Maison de la Colombe » (Banteay Prieb), où sont dispensés éducation et formation aux enfants mutilés par les explosions, et où il a développé des ateliers pour que les mutilés eux-mêmes construisent des fauteuils roulants sur le modèle du Mékong (un fauteuil roulant en bois et à trois roues).
À Battambang, il fonde le centre «Arrupe» et favorise le développement de tout le diocèse avec de multiples projets : éducation, formation des adultes, infrastructures et aides.

### Visites culturelles
Les visites culturelles sont des initiatives conçues par Enrique pour faire connaître le Cambodge, sa culture et sa réalité, tout en collectant des fonds pour des projets d'aide et de développement pour ce pays. 